# 石原量
石原 量（いしはら りょう（ひとし）、1849年7月20日（嘉永2年6月11日） - 1904年(明治37年)11月21日）は、日本の牧師である。
永田右仲・しんの長男として武蔵国に生まれる。生後まもなく、父永田右仲が三河国西端藩の本多家の家臣になったため、三河に移る。1866年（慶応2年）9月に石原百翁の養子になり、石原姓になる。
1869年（明治2年）10月西端藩民事幹事、1871年（明治4年）4月に大属になったが、同年11年に退職して母と共に東京府本郷に移る。
1875年（明治8年）新栄教会でデイヴィッド・タムソン宣教師より洗礼を受ける。宣教師より、ギリシア語、ラテン語、英語、数学などを学ぶ。しばらく神学校にも在籍した。
1878年（明治11年）9月本郷教会の創立に係り、青山昇三郎、吉岡弘毅と共に長老に就任する。1879年（明治12年）9月青木ちせと結婚する。長男純と次男謙が生まれる。
1883年（明治17年）5月教職試験を受けて日本基督教会牧師になり、1883年（明治17年）6月9日按手礼を受けて本郷教会牧師に就任する。1889年（明治22年）妻ちせを亡くす。一時三河に帰るが、1890年母親を亡くする。
1890年（明治23年）東京第二中会の議長に就任、翌1891年（明治24年）に中会書記になる。1894年（明治27年）に信条改正をめぐって植村正久と争った。その結果、同年7月に日本基督教会より除名処分を受けた。